# Melitaea afghana
Melitaea afghana är en fjärilsart som beskrevs av Heydemann 1954. Melitaea afghana ingår i släktet Melitaea och familjen praktfjärilar. Inga underarter finns listade i Catalogue of Life.